# Grace Bashara Greene
Grace Bashara Greene (* 28. Januar 1928 in Houston; † 14. August 2004 ebenda) war eine US-amerikanische Künstlerin der Art brut.

## Leben und Werk
Grace Bashara Greene war die Tochter der libanesischen Einwanderer Sam und Rose Bashara aus Beirut. Sie wuchs mit drei älteren Schwestern in Texas in der Avondale Street 414 im Houstoner Stadtteil Montrose auf, wo ihr Vater erfolgreich als Ölhändler tätig war. Nach dem Besuch der Lamar High School studierte sie Modedesign an der University of Houston. Als sie schwanger wurde, brach sie das Studium nach einem Jahr ab und heiratete gegen den Willen ihrer Eltern Howard Greene, den Sohn armer Bauern aus Arkansas. Die Ehe verlief, größtenteils auf Grund des chronischen Alkoholmissbrauchs ihres Ehemannes, problematisch. Nach kurzer Zeit ließ das Paar sich scheiden, heiratete erneut und wurde wieder geschieden. Die 1945 oder 1949 geborene Tochter Elizabeth „Lizzy“ Greene wurde für Grace Bashara Greene zum Mittelpunkt ihrer Zuneigung und Aufmerksamkeit. Mit ihr lebte sie mehrere Jahre bei ihren Eltern im Stadtteil River Oaks, bevor sie in ihr früheres Elternhaus, ein historisches Backsteinhaus mit fünfzehn Zimmern im Houstoner Stadtteil Montrose, einzog. Finanziell auf sich allein gestellt, gründete sie ein Unternehmen, in dem sie während der Schulzeit ihrer Tochter Versicherungen an Lkw-Fahrer verkaufte. Neben diesem ihr verhassten Job als Versicherungsvertreterin engagierte sie sich langjährig in der Elternhilfe an der Schule ihrer Tochter. Sie ermöglichte ihrer Tochter Schwimm-, Tanz-, Klavier- und Modellierstunden und hatte ein offenes Haus für deren Freundinnen und Freunde.
Nachdem ihre Tochter 1967 auszog, um an der North Texas State University in Denton zu studieren, Thomas „Tommy“ Hargrove heiratete und auch nach ihrer Rückkehr nach Houston Distanz zu ihrer Mutter hielt, entwickelte Grace Bashara Greene eine schwere Depression. Ihr zwanghaftes Sammelverhalten verstärkte sich über Erinnerungsstücke an ihre Tochter hinaus, von der sie unter anderem die gesamte Babykleidung, Schularbeiten, Anstecknadeln und ihren Hochzeitsstrauß aufbewahrte. In den kommenden Jahrzehnten lebte sie isoliert, sorgte für ihre Haustiere und einen von ihr besonders geliebten Hund. Gegenstände ihrer Sammlungen verwendete sie zur Schaffung von Kunstwerken. Nach einem Sturz im Jahr 1996, bei dem sie sich eine Hüftfraktur zuzog, musste sie einige Zeit im Krankenhaus verbringen, wo eine beginnende Alzheimer-Krankheit vermutet wurde. Zu diesem Zeitpunkt lebte sie von Sozialversicherungsschecks und Lebensmittelmarken. Um 1997 wurde ihr Haus und der Großteil ihrer Besitztümer verkauft. Sie bezog das Gästehaus hinter dem Haus ihrer Tochter und ihres Schwiegersohns im Stadtteil River Oaks, wo sie von ihrer Familie besser versorgt werden konnte. Sie umgab sich weiterhin mit Unmengen ihrer Erinnerungsstücke und starb dort im August 2004.

## Künstlerisches Schaffen
Bereits während der Schulzeit ihrer Tochter experimentierte Grace Bashara Greene mit kreativen Ideen und fertigte Collagen aus ausgeschnittenen Zeitschriften, Papierdeckchen, Glitzer und anderen Materialien. Nach dem Auszug ihrer Tochter begann sie ihr Haus, neben ihrer umfangreichen Sammlung von Erinnerungsstücken, komplett mit Gegenständen von Flohmärkten und Antiquitätengeschäften zu füllen. Ihren ursprünglichen Plan, selbst ein Geschäft zu eröffnen, das sie „Follow the Yellow Brick Road“ nennen wollte, konnte sie nicht umsetzen, weil sie sich von keinem Gegenstand trennen konnte. Unter ihren Sammlungsstücken befanden sich unterschiedlichste Gegenstände, unter anderem Modellautos, Hüte, Federn, buddhistische Figuren, Werbeschilder, eine U-Bahn-Uhr, Bücher, Schallplatten, Spielzeug, Stacheldraht, Buntglas- und Spiegelscherben. Sie begann stattdessen, daraus und aus den Gegenständen, die ihre Tochter zurückgelassen hatte, komplexe künstlerische Assemblagen zu schaffen. Das Kunstwerk „The Button Lady“ bestand beispielsweise aus einer Schneiderpuppe, die sie mit Unmengen von Garnspulen, Broschen, funkelnden Applikationen und Knöpfen in unterschiedlichen Formen, Farben und Größen bedeckte. Statt des Kopfes brachte sie eine leuchtende Glühbirne an. Für ihre Tochter fertigte sie einen Schal mit Hunderten von handgenähten Stücken antiker Spitze und winzigen Schmuckstücken, der zu schwer zum Tragen war.
Grace Bashara Greene gestaltete das Innere ihres Hauses zunehmend zu einem Gesamtkunstwerk und öffnete es in den 1990er Jahren regelmäßig anlässlich der jährlichen „Eyeopener's Tour“ des Orange Show Center for Visionary Art. Ihr Haus mit ihren Werken aus beispielsweise zugeschnittenen und geklebten Stoffen, Tabletts und spiralförmigen Regalen wurde als „eine Erinnerungskiste“ und „Hommage an die bleibenden Erinnerungen und Erfahrungen ihres Lebens“ als Frau, Mutter und Künstlerin beschrieben. 1993 präsentierte die Houston’s Art League Werke von ihr. Im Jahr 2000 war sie eine der Hauptdarstellerin in Laurie MacDonalds Dokumentarfilm Eyeopeners. Ihre Arbeiten wurden 2001 in der Ausstellung „Treasures of the Soul“ des American Visionary Art Museums in Baltimore, Maryland, präsentiert. Zur Eröffnung nahm sie mit ihrer Tochter teil. 2005 waren ihre Kunstwerke in der Ausstellung IOCD: Obsessive-Compulsive Delight des Museums ausgestellt. Im Jahr 2014 erschien das Buch Painting the Town Orange, in dem ihrem Leben und künstlerischen Schaffen ein Kapitel gewidmet ist.